# امبر (آیووا)
امبر، لوا (به انگلیسی: Amber, Iowa) یک منطقهٔ مسکونی در ایالات متحده آمریکا است که در آیووا واقع شده‌است.

## خصوصیات
امبر ۳۱۳٫۰۳ متر بالاتر از سطح دریا واقع شده‌است.